# نبيل الألفي
نبيل الالفي (20 مارس 1926 - 6 نوفمبر 1999) هو مخرج سينمائي وممثل مصري لعب أدوارًا في تاريخ السينما المصرية.

## حياته ونشأته
نبيل الالفي من مواليد محافظة المنيا عام 1926 وتخرج عام 47 وشغل منصب مدير المسرح القومي في الفترة من عام 1961 إلى 66، عين عميداً للمعهد العالي للفنون المسرحية وفي عام 80 عين رئيسا للمركز القومي للمسرح والموسيقى وكان الفقيد قد سافر للعراق وقطر حيث عمل خبيرا في مجال المسرح.
أخرج نبيل الالفي العديد من المسرحيات الكبيرة من بينها بجماليون لتوفيق الحكيم وكذلك أهل الكهف وايزيس ودموع ابليس والزوج الحائر وثورة الزنج .

## بدايته
اتضحت موهبته في التمثيل منذ صغره ولعب في مسرحية الملك الرحل، بدات شهرته في هذاه المسرحية فدخل في جامعة التعليم السينمائي وبعدها أصبح مخرج وممثل في التلفيزيون ونال جوائز كثير.
من أعماله المهمة فيلم سيجارة وكاس.

## جوائز
- حصل على جائزة الدولة التقديرية في الفنون عام 1989.[4]
- منحه الرئيس مبارك وسام الفنون من الطبقة الاولى عام 1990.

## وفاته
أصيب بمرض الزهايمر في أواخر أيامه، حتي تدهورت حالته، وتوفي في مستشفى الجلاء العسكري يوم 29 نوفمبر 1999.